# Ознака Абеля
У математиці ознака Абеля (також відома як критерій Абеля) є методом тестування збіжності нескінченного ряду. Ознака названа на честь математика Нільса Генріка Абеля. Існує дві трохи різні версії ознаки Абеля — одна використовується для рядів дійсних чисел, а інша — для степеневих рядів у комплексному аналізі. Ознака рівномірної збіжності Абеля є критерієм рівномірної збіжності ряду функцій, що залежать від параметрів.

## Ознака Абеля збіжності числових рядів
Нехай виконуються такі умови:
1. {\displaystyle \sum b_{n}} — збіжний ряд,
2. {\displaystyle \{a_{n}\}} — монотонна послідовність,
3. {\displaystyle \{a_{n}\}} — обмежена, тобто {\displaystyle |a_{n}|\leqslant K,} для деякого {\displaystyle K>0} і всіх натуральних {\displaystyle n.}

Тоді ряд {\displaystyle \sum a_{n}b_{n}} також є збіжним.
Важливо розуміти, що ця ознака є доречною і корисною у сенсі неабсолютної збіжності ряду {\displaystyle \sum b_{n}}. Для абсолютно збіжних рядів ця теорема, хоч і справедлива, але є майже очевидною.

### Доведення
Теорему можна довести безпосередньо з використанням дискретного перетворення Абеля (сумування частинами).
Згідно критерію Коші збіжності числових рядів достатньо довести, що для довільного {\displaystyle \varepsilon >0} існує натуральне число {\displaystyle N} для якого для всіх  {\displaystyle n>N} і всіх натуральних чисел {\displaystyle m} виконується нерівність {\textstyle \left|\sum _{k=n+1}^{n+m}a_{k}b_{k}\right|<\varepsilon .}
Нехай {\displaystyle \varepsilon >0} — довільне додатне число. Оскільки ряд {\displaystyle b_{n}} є збіжним, то згідно ознаки Коші існує натуральне число {\displaystyle N} для якого для всіх  {\displaystyle n>N} і всіх натуральних чисел {\displaystyle m} виконується нерівності:
{\displaystyle \left|\sum _{k=n+1}^{n+m}b_{k}\right|<{\frac {\varepsilon }{3K}}.}
Якщо у цьому випадку позначити {\textstyle B_{i}=\sum _{k=n+1}^{n+i}b_{k}} то {\textstyle \max B_{i}<{\frac {\varepsilon }{3K}}} і можна застосувати нерівність із статті Дискретне перетворення Абеля:
{\displaystyle {\bigg |}\sum _{k=1}^{m}a_{k+n}b_{k+n}{\bigg |}\leqslant (|a_{n+1}|+2|a_{n+m}|)\cdot \max _{k=1,\ldots ,m}|B_{k}|<3K{\frac {\varepsilon }{3K}}=\varepsilon .}
Таким чином для {\displaystyle \varepsilon >0} ряд {\displaystyle \sum a_{n}b_{n}} задовольняє умову Коші для числа {\displaystyle N} . Таким чином згідно критерію Коші ряд {\displaystyle \sum a_{n}b_{n}} є збіжним.

## Ознака Абеля в комплексному аналізі
Тісно пов'язана ознака збіжності, також відома як ознака Абеля, часто може використовуватися для встановлення збіжності степеневого ряду на межі його кола збіжності. Зокрема, ознака Абеля стверджує: якщо послідовність додатних дійсних чисел {\displaystyle (a_{n})} монотонно спадає (або принаймні для всіх {\displaystyle n}, більших за деяке натуральне число {\displaystyle m}, маємо {\displaystyle a_{n}\geq a_{n+1}}), причому
{\displaystyle \lim _{n\rightarrow \infty }a_{n}=0,}
тоді степеневий ряд
{\displaystyle f(z)=\sum _{n=0}^{\infty }a_{n}z^{n}}
є збіжним всюди на замкнутому одиничному колі, крім випадку, коли {\displaystyle z=1}. Ознаку Абеля не можна застосовувати для {\displaystyle z=1}, тому збіжність у цій окремій точці слід досліджувати окремо. Зауважимо, що з ознаки Абеля випливає, зокрема, що радіус збіжності дорівнює принаймні 1.
Вона також може бути застосована до степеневого ряду з радіусом збіжності {\displaystyle R\neq 1} за допомогою простої заміни змінних {\displaystyle \zeta =z/R}.
Зауважимо, що ознака Абеля є узагальненням ознаки Лейбніца, якщо взяти {\displaystyle z=-1}.
Доведення ознаки Абеля: Припустимо, що точка {\displaystyle z} належить одиничному колу,  {\displaystyle z\neq 1}. Для кожного значення {\displaystyle n\geq 1} визначимо
{\displaystyle f_{n}(z):=\sum _{k=0}^{n}a_{k}z^{k}.}
Помноживши цю функцію на {\displaystyle (1-z)}, отримаємо
{\displaystyle {\begin{aligned}(1-z)f_{n}(z)&=\sum _{k=0}^{n}a_{k}(1-z)z^{k}=\sum _{k=0}^{n}a_{k}z^{k}-\sum _{k=0}^{n}a_{k}z^{k+1}=\\&=a_{0}+\sum _{k=1}^{n}a_{k}z^{k}-\sum _{k=1}^{n+1}a_{k-1}z^{k}=\\&=a_{0}-a_{n}z^{n+1}+\sum _{k=1}^{n}(a_{k}-a_{k-1})z^{k}.\end{aligned}}}
Перший доданок — константа, другий доданок — рівномірно збігається до нуля (оскільки за припущенням послідовність {\displaystyle \{a_{n}\}} збігається до нуля).
Необхідно лише довести, що ряд збігається.
Покажемо, що цей ряд є абсолютно збіжним:
{\displaystyle \sum _{k=1}^{\infty }\left|(a_{k}-a_{k-1})z^{k}\right|=\sum _{k=1}^{\infty }|a_{k}-a_{k-1}|\cdot |z|^{k}\leq \sum _{k=1}^{\infty }(a_{k-1}-a_{k}),}
де остання сума — це збіжний телескопічний ряд.
Модуль опущено, оскільки за припущенням послідовність {\displaystyle \{a_{n}\}} — спадна.
Звідси, послідовність {\displaystyle \{(1-z)f_{n}(z)\}} збігається (навіть рівномірно) на закритому одиничному крузі.
Якщо {\displaystyle z\neq 1}, то можна поділити на {\displaystyle (1-z)} і отримуємо результат.

## Ознаки рівномірної збіжності Абеля
Ознака рівномірної збіжності Абеля є критерієм рівномірної збіжності ряду функцій
або невласних інтегралів для функцій, що залежать від параметрів.
Це пов'язано з ознакою Абеля збіжності звичайного ряду дійсних чисел, і доведення опирається на ту ж техніку дискретного перетворення Абеля.
Ознака наступна: Нехай {\displaystyle \{g_{n}\}} рівномірно обмежена послідовність дійснозначних неперервних функцій на множині {\displaystyle E} така, що {\displaystyle g_{n+1}(x)\leq g_{n}(x)} для всіх {\displaystyle x\in E} та натуральних чисел {\displaystyle n}, і нехай {\displaystyle \{f_{n}\}} — послідовність дійснозначних функцій таких, що ряд {\displaystyle \sum f_{n}(x)} рівномірно збігається на {\displaystyle E}.
Тоді ряд {\displaystyle \sum f_{n}(x)g_{n}(x)} рівномірно збігається на {\displaystyle E}.

## Ознака Абеля збіжності невласних інтегралів
Ознака Абеля для нескінченного проміжку. Нехай функції {\displaystyle \ f(x)} і {\displaystyle \ g(x)} визначені на проміжку {\displaystyle \ [a,\infty )}. Тоді невласний інтеграл {\displaystyle \ \int _{a}^{\infty }{f(x)g(x)}\mathrm {d} x} є збіжним, якщо виконуються такі умови:
1. Функція {\displaystyle \ f(x)} є інтегровна на {\displaystyle \ [a,\infty )}.
2. Функція {\displaystyle \ g(x)} обмежена і монотонна.